# Nickelodeon Sonic
Nickelodeon Sonic (anteriormente Sonic-Nickelodeon) es un canal de televisión infantil de pago indio operado por Viacom 18 como parte de la red Nickelodeon India.
Tras 9 años en antena, Sonic se convirtió en el cuarto canal más visto en todos los géneros con TRP en diciembre de 2020.

## Historia
Viacom 18 lanzó el canal en diciembre de 2011. Cuando se lanzó, el canal emitía principalmente programas de acción como Power Rangers, Kung Fu Panda y Las tortugas ninja. El 3 de mayo de 2016, el canal se renombró con el eslogan "Destino de comedia y acción de altos decibelios", y recibió un nuevo logotipo.
Desde el cambio de marca, el canal ha cambiado su enfoque hacia la comedia y ha comenzado a producir algunos programas locales originales.
Sonic Nickelodeon comenzó a emitir en bengalí, malayalam, marathi y gujarati a partir del 2 de diciembre de 2019.